# (2334) Cuffey
(2334) Cuffey es un asteroide perteneciente al cinturón de asteroides, descubierto el 27 de abril de 1962 por el equipo de la Universidad de Indiana desde el Observatorio Goethe Link, Brooklyn (Estados Unidos). 

## Designación y nombre
Designado provisionalmente como 1962 HD. Fue nombrado Cuffey en honor al astrónomo estadounidense James Cuffey.